# Eugen Lungu
Eugen Lungu (n. 1 octombrie 1949 în Hăsnășenii Mari, Bălți, Republica Moldova) este un critic și istoric literar, eseist și editor din Republica Moldova.

## Copilăria și studiile
Eugen Lungu s-a născut la 1 octombrie 1949 în satul Hăsnășenii Mari, Bălți, Republica Moldova. Tatăl său, Gherasim Lungu, a fost socotitor la SMT, iar mama – Olga (n. Măslin), casnică. În anul 1966 absolvește Școala nr. 1 (azi Liceul „M. Eminescu”) din Bălți. Este licențiat al Facultății de Litere, Universitatea de Stat din Chișinău (1975). 

## Activitatea didactică, editorială și publicistică
Imediat după absolvirea facultății, a activat în calitate de profesor de limbă și literatură, la școala medie din Cărbuna, Anenii Noi (1975-1976). Ulterior, a fost lector la Universitatea „Alecu Russo” din Bălți (1976-1978). În august-decembrie 1977 urmează cursuri de recalificare (literatura universală) la Institutul Pedagogic de la Moscova. Revenit acasă, devine redactor, apoi redactor-șef adjunct la Editura Literatura Artistică (1978-1987). A fost colaborator la revista Columna (1987-1991), la ziarele Sfatul Țării, Observator (1991-1993), colaborator salariat la revistele Basarabia, Sud-Est cultural, redactor-șef la Editura Enciclopedică (1993-1994). Din anul 1994 (de la fondare) până în prezent este redactor-șef al Editurii Arc.  
Debut absolut: Tinerimea Moldovei, 1979. Debut editorial: Mihai Eminescu. Opere, în trei volume, ediție critică și adnotată (în colaborare), Editura Literatura Artistică, Chișinău, 1981. A publicat articole și studii în revistele: Basarabia, Sud-Est cultural, Contrafort, Semn, Columna, Observatorul, Sfatul Țării, Flux, Jurnal de Chișinău, Literatura și arta, Noi, Caiete critice, Vatra, Vatra veche, Familia, Observator cultural ș.a.

## Volume de critică literară și eseuri
- Raftul cu himere Arhivat în 9 noiembrie 2016, la Wayback Machine., Editura Știința, Chișinău, 2004.
- Spații și oglinzi, Editura Prut Internațional, Chișinău, 2009.
- Poetul care a îmbrățișat luna, Editura Prut Internațional, Chișinău, 2014.
- Panta lui Sisif Arhivat în 9 noiembrie 2016, la Wayback Machine., Editura Cartier, Chișinău, 2014.
- De ce spunem așa Arhivat în 14 decembrie 2020, la Wayback Machine., Editura Arc, Chișinău, 2014.
- Complexul Orfeu Arhivat în 25 octombrie 2021, la Wayback Machine., Editura Arc, Chișinău, 2019.
- Artă și critică, Editura Prut Internațional, Chișinău, 2019.
- Mircea V. Ciobanu, Eugen Lungu: între spațiile și oglinzile timpului, carte-interviu, Editura Prut Internațional, Chișinău, 2019.

## Antologii
- Мелодиiï кодр. Оповідання молодих молдавських письменникiв. Видавництво ЦК ЛКСМУ «Молодь», Киïв, 1984. Упорядник Еуджениу Лунгу. (O antologie de proză tânără basarabeană, similară celei de la Kiev, a apărut și în Republicile Baltice.)
- Bătăi în ușă. Antologie de literatură rusă (Anna Ahmatova, Vladimir Vîsoțki ș.a.). Selecție și prefață. Editura Hyperion, Chișinău, 1990.
- Mare-i ziua fără tine. Poezii de dragoste. Antologie, prefață și note. Editura Hyperion, Chișinău, 1990.
- Poeți de pe vremea lui Eminescu. Selecția textelor, studiu introductiv, note și comentarii critice. Editura Literatura Artistică, Chișinău, 1990; ediția a II-a Arhivat în 9 noiembrie 2016, la Wayback Machine. în 1999, Editura Cartier;  ediția a III-a Arhivat în 11 noiembrie 2016, la Wayback Machine.  în 2016, editura Cartier.
- Portret de grup. O altă imagine a poeziei basarabene. Antologie a poeziei generației optzeci. Selecție (în colaborare) și studiu introductiv. Editura Arc, Chișinău, 1995; Ediția a II-a , Cartier, Chișinău,  2015.
- Portret de grup. După 20 de ani.  Antologie. Selecție și studiu introductiv. Editura Cartier, Chișinău, 2015.
- Eseuri, critică literară (colecția Literatura din Basarabia în secolul XX). Selecție, studiu introductiv și note biobibliografice. Editurile Știința, Arc, Chișinău, 2004.
- Sunt norii albi, dar umbra lor e neagră... Volum cu și despre Aureliu Busuioc. Coordonare și texte: Mircea V. Ciobanu, Eugen Lungu, Editura Prut, 2016.
- Antologia poeților minori din epoca Alecsandri & Bolintineanu. În două volume. Antologie, comentarii critice, adnotări și referințe critice de Eugen Lungu. Prefața și capitolele dedicate scriitorilor  Cezar Bolliac și C.A. Rosetti de Eugen Simion. Academia Română, Fundația Națională pentru Știință și Artă, Muzeul Național al Literaturii Române, București, 2017.

A colaborat cu articole la Visuotinę lietuvių enciklopediją (Enciclopedia universală a Lituaniei), Mokslo ir enciklopedijų leidybos centras, Vilnius, vol. XV, 2009, vol. XX, 2011.

## Premii
- Premiul ASPRO (1995).
- Premiile Uniunii Scriitorilor din Moldova (2004, 2009).
- Premiul de Excelență (2013).
- Premiul „Constantin Stere” acordat de Ministerul Culturii al Republicii Moldova (2015).
- Premiul Primăriei mun. Chișinău (2015).
- Premiul Național (în echipă, 2015).
- Premiul „Titu Maiorescu” al Academiei Române (2006).

## Distincții
- Ordinul „Gloria Muncii” (2010, Republica Moldova)
- Ordinul „Meritul Cultural” în grad de Ofițer (2014, România).

## Afilieri
- Membru al Uniunii Scriitorilor din Republica Moldova.
- Membru al PEN-Clubului Internațional.